# Musikjahr 1838
Liste der Musikjahre

◄◄ | ◄ | 1834 | 1835 | 1836 | 1837 | Musikjahr 1838 | 1839 | 1840 | 1841 | 1842 | ► | ►►

Weitere Ereignisse
Dieser Artikel behandelt das Musikjahr 1838.

## Ereignisse
- 19. Januar: Der Mainzer Carneval-Verein (MCV) wird als erster Karnevalsverein der Stadt gegründet.
- 07. März: Jenny Lind debütiert in der Rolle der Agathe in Webers Oper der Der Freischütz an der Oper in Stockholm. Damit beginnt ihre bemerkenswerte Laufbahn als Opernsängerin.

## Instrumental- und Vokalmusik (Auswahl)
- William Sterndale Bennett: Klavierkonzert Nr. 4, f-Moll, op. 19; Die Waldnymphe (Ouvertüre), op. 20
- Frédéric Chopin: Quatre Mazurkas gis-Moll, C-Dur, D-Dur, h-Moll op. 33; Trois Valses As-Dur, a-Moll, F-Dur op. 34;
- George Onslow: Ave Maria für 4 Stimmen
- Clara Schumann: Souvenir de Vienne. Impromptu pour le Pianoforte op. 9; Scherzo d-Moll für Klavier op. 10
- Robert Schumann: Davidsbündlertänze op. 6; Kinderszenen op. 15; Kreisleriana (Klavierzyklus) op. 16; Fantasie C-Dur op. 17 (1838 beendet und 1839 uraufgeführt); Noveletten op. 21 (Sammlung von Charakterstücken)
- Johann Strauss (Vater): Paris-Walzer op. 101 (er enthält eine Dreivierteltaktversion der Marseillaise in der Coda)

## Musiktheater

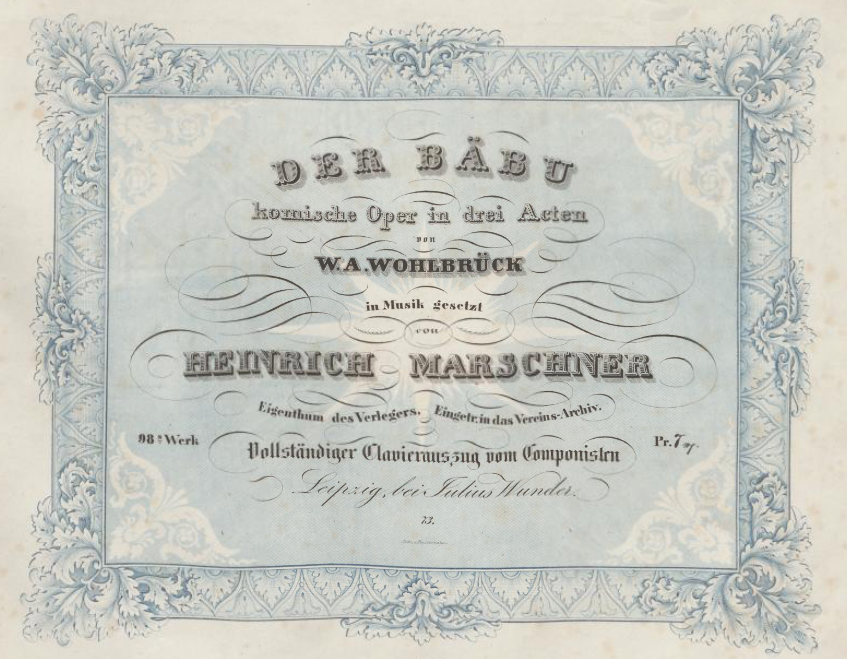
Heinrich Marschner – Der Bäbu – Titelseite des Klavierauszugs

- 06. Januar: Uraufführung der Oper Le fidèle berger von Adolphe Adam in Paris, Opéra-Comique
- 27. Januar: Uraufführung der Oper Marco Visconti von Nicola Vaccai in Turin, Teatro Regio
- 30. Januar: Die Uraufführung der Oper Maria de Rudenz von Gaetano Donizetti findet am Teatro La Fenice in Venedig statt. Das Libretto stammt von Salvatore Cammarano. Literarische Grundlage sind die Werke La nonne sanglante von Anicet-Bourgeois, Jean-Guillaume-Antoine Cuvelier und Jean Maillan sowie The Monk von Matthew Gregory Lewis. Schon nach der zweiten Aufführung wird das Werk wieder aus dem Programm genommen.
- 13. Februar: Uraufführung der Oper Le nozze di Figaro von Luigi Ricci in Mailand, Teatro alla Scala
- 19. Februar: Uraufführung der Oper Der Bäbu von Heinrich Marschner in Hannover
- 05. März: Uraufführung der Oper Guido et Ginevra ou La peste de Florence von Fromental Halévy in Paris
- 10. März: Die Oper Le due illustri rivali von Saverio Mercadante wird im Teatro La Fenice in Venedig uraufgeführt.
- 10. Juni: Uraufführung der Oper Le Comte de Saint-Mégrin (La Duchesse de Guise) von Friedrich von Flotow in Royaumont
- 19. Juli: Uraufführung der Oper Falstaff von Michael William Balfe in London
- 10. September: Uraufführung der Oper Benvenuto Cellini von Hector Berlioz in Paris
- 24. September: Uraufführung der komischen Operette Die Verjüngerungs-Essenz von Conradin Kreutzer am Theater am Kärntnertor in Wien
- 31. Oktober: Uraufführung der Oper Le brasseur de Preston von Adolphe Adam in Paris, Opéra-Comique. Aus dieser Oper stammt der Narrhallamarsch.
- 01. November: Uraufführung der komischen Oper Der Schöffe von Paris von Heinrich Dorn in Riga
- 15. November: Uraufführung der komischen Oper Lady Melvil von Friedrich von Flotow am Théâtre de la Renaissance in Paris

## Weitere Werke
- Saverio Mercadante: Le due illustri rivali (Oper)
- Michael William Balfe: The Prayer of the Nation (Oper)
- Albert Grisar: Lady Melvil / Le Joallier de Saint-James (Oper); La Suisse à Trianon (Oper)
- Giuseppe Lillo: Alisa di Rieux (Oper)

## Musikinstrumente
- Der englische Orgelbauer John Abbey beendet die 1833 begonnene Wiederherstellung der Orgel der Kathedrale von Amiens.[1]

## Geboren

### Geburtsdatum gesichert

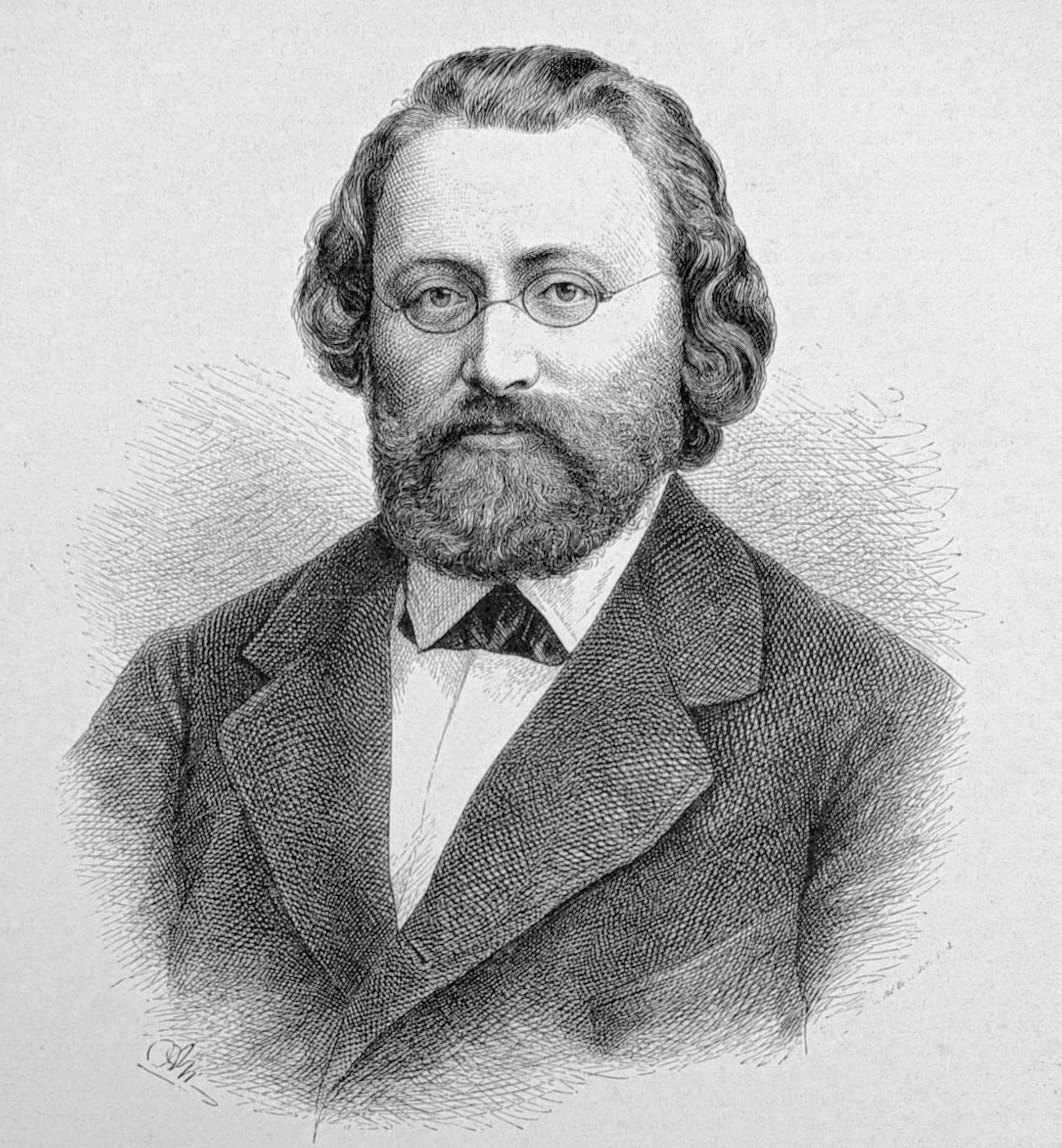
Max Bruch; * 6. Januar

- 06. Januar: Max Bruch, deutscher Komponist und Dirigent († 1920)
- 08. Januar: Eleonore de Ahna, deutsche Opernsängerin († 1865)
- 04. Februar: Tomaso Benvenuti, italienischer Komponist († 1906)
- 11. Februar: Carl Julius Spindler, deutscher Missionar und Dichter († 1918)
- 19. Februar: Lydia Thompson, britische Tänzerin († 1908)
- 26. Februar: Wendelin Weißheimer, deutscher Komponist, Kapellmeister und Musikschriftsteller († 1910)
- 15. März: Karl Juljewitsch Dawidow, russischer Komponist und Dirigent († 1889)
- 01. April: Gustav Roßberg, preußischer Militärmusiker, Militärbeamter und Hochschullehrer († 1910)
- 07. April: Ferdinand Thieriot, deutscher Komponist († 1919)
- 10. April: Eduard Kremser, österreichischer Komponist, Arrangeur und Dirigent († 1914)
- 24. April: Jules Levy, US-amerikanischer Komponist und Kornettist († 1903)
- 08. Juni: John Naylor, englischer Organist und Komponist († 1897)
- 19. Juni: Heinrich Schulz-Beuthen, deutscher Komponist († 1915)
- 26. Juni: Ludwig Slansky, tschechischer Geiger, Komponist und Dirigent († 1905)
- 09. Juli: Philip Paul Bliss, US-amerikanischer Komponist und Textdichter von Erweckungsliedern († 1876)
- 11. Juli: Rafał Maszkowski, polnischer Geiger und Dirigent († 1901)
- 23. Juli: Édouard Colonne, französischer Dirigent († 1910)
- 17. September: Hilda Thegerström, schwedische Pianistin, Komponistin und Musikpädagogin († 1907)

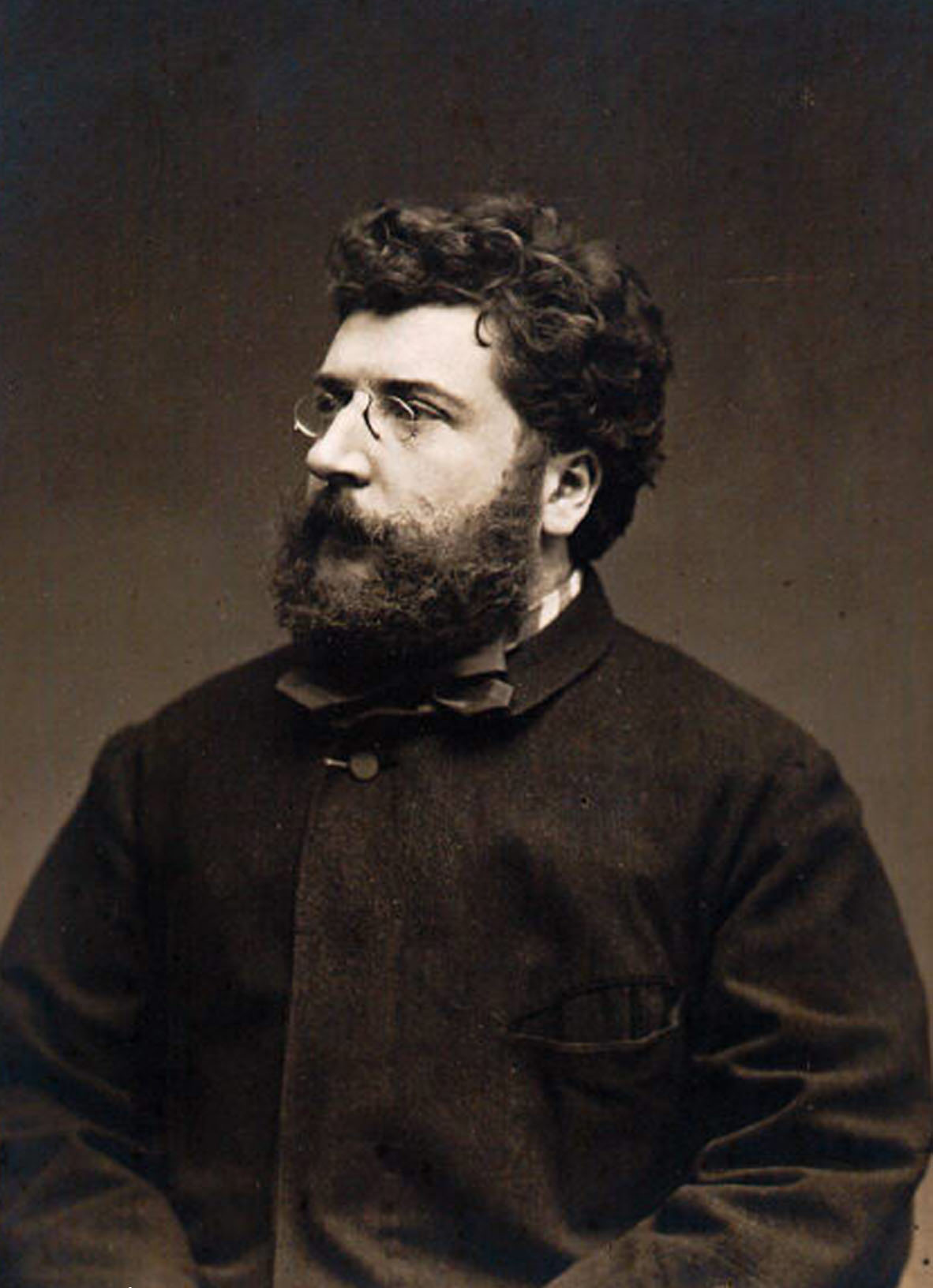
Georges Bizet; * 25. Oktober

- 25. September: Ernst Eduard Taubert, deutscher Komponist, Musikkritiker und Musikpädagoge († 1934)
- 29. September: Olga von Meyendorff, russische Adlige und Salonnière († 1926)
- 19. Oktober: Philippine von Edelsberg, österreichische Opernsängerin († 1917)
- 22. Oktober: Carl Fuchs, deutscher Pianist, Organist und Musikwissenschaftler († 1922)
- 25. Oktober: Georges Bizet, französischer Komponist († 1875)
- 06. November: Mathilde Wendt, deutsche Musiklehrerin († 1927)
- 04. Dezember: Melisio Morales, mexikanischer Komponist († 1908)
- 04. Dezember. Rudolph Friedrich Niemann, deutscher Pianist, Komponist und Musikpädagoge († 1898)
- 11. Dezember: Whitney Eugene Thayer, US-amerikanischer Organist und Komponist († 1889)
- 22. Dezember: Florian Kindle, liechtensteinischer Komponist und Priester († 1909)
- 00. Dezember: Mathias Burkhard, deutscher Orgelbauer († 1922)

### Genaues Geburtsdatum unbekannt
- Henry O. Studley, Orgel- und Klavierbauer, Zimmermann, Steinmetz und Freimaurer († 1925)

### Geboren vor 1838
- Peter Moser, deutscher Orgelbauer († nach 1867)

## Gestorben

### Todesdatum gesichert

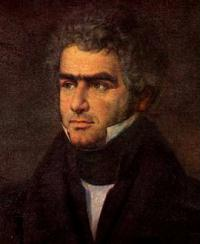
Ferdinand Ries; † 13. Januar

- 13. Januar: Ferdinand Ries, deutscher Klavierspieler und Komponist (* 1784)
- 18. Februar: Andreas Oberleitner, österreichischer Musiker, Komponist und Beamter (* 1786)
- 22. Februar: Friedrich Eck, deutscher Komponist (* 1767)
- 22. Februar: Eugen Pausch, deutscher Komponist und katholischer Geistlicher (* 1758)
- 02. März: Ludwig Abeille, deutscher Pianist und Komponist (* 1761)
- 28. März: Thomas Attwood, englischer Komponist und Organist (* 1765)
- 30. Mai: Martin Anwander, österreichischer Orgelbauer (* 1780)
- 19. Juli: Frédéric Duvernoy, französischer Hornist, Komponist und Musikpädagoge (* 1765)
- 11. August: Vinzenz Deutschmann, österreichischer Orgelbauer (* 1807)
- 24. September: Friedrich Berr, deutscher Klarinettist, Fagottist und Komponist (* 1794)
- 03. Oktober: Emanuel Mikschik, österreichischer Jurist, Botaniker und Pianist (* 1798)
- 06. Dezember: Otto von Woringen, deutscher Jurist und Sänger (* 1760)
- 26. Dezember: Franciszek Lessel, polnischer Komponist (* um 1780)

### Genaues Todesdatum unbekannt
- Gustav Adolf Hess de Calve, ungarisch-russischer Philosoph, Komponist und Bergbauingenieur (* 1784)
- Johann Carl Friedrich Lochmann, sächsisch-preußischer Orgelbauer (* 1779)